# Zavoloka
ZAVOLOKA (Катерина Заволока) — композиторка експериментальної електронної музики, саунд артистка та дизайнер з Києва, Україна.
Найбільшу зацікавленість у Заволоки викликає старовинна українська культура та представлення її в площині сучасного цифрового мистецтва. Заволока постійно залучена до роботи в різноманітних крос-жанрових проектах, а також співпрацює із такими музикантами як Kotra, Feldermelder, Mark Clifford, AGF та відео художницею з Португалії Laetitia Morais.
Поруч із постійними експериментами із звуком та регулярними виступами на фестивалях Zavoloka піклується про візуальну складову лейблу KVITNU, на якому виходять всі її останні роботи.
У 2005 році альбом Zavoloka «Plavyna» був відзначений на міжнародному фестивалі Prix Ars Electronica.

## Дискографія
Релізи:
- 2020 Zavoloka Ornament, Prostir
- 2014 Zavoloka Volya (CD / Digital Download), KVITNU
- 2012 Kotra & Zavoloka & Dunaewsky69 Kallista (CD / Digital Download), KVITNU
- 2011 Zavoloka Vedana (CD enhanced / Digital Download), KVITNU
- 2011 Zavoloka Svitlo (Digital Download), KVITNU
- 2007 Zavoloka Viter (CD / Digital Download), KVITNU
- 2007 Mark Clifford (Seefeel, Warp) & Zavoloka Split01 (CD / Digital Download), Polyfusia
- 2006 Kotra & Zavoloka Wag the Swing (CD / Digital Download), KVITNU
- 2006 Zavoloka-Agf Nature Never Produces The Same Beat Twice (CD / Digital Download), Nexsound
- 2006 Zavoloka Nata (Digital Download), Surreal Madrid
- 2005 Zavoloka & KotraUntitled Live (CDr), Live Reports
- 2005 Zavoloka Suspenzia (CD), Nexsound
- 2005 Zavoloka Plavyna (CD), Nexsound with Laton
- 2004 Zavoloka I (CDr 3"), Zeromoon
- 2003 Zavoloka Suspenzia (Digital Download), Nexsound

Треки в компіляціях:
- Metropolitan Fairytales (CD) Trrrr, Underground Mov…, Innertion
- Aout 2005 (MP3) Accuracy, Off & Green Project
- Culmination (2xCD) Mood Laton
- Music 2 Fall Asleep 2 (MP3) Nathennia Zerinnerung
- Nexsound Sampler #2 (CDr) Rankova Nexsound
- VA (MP3) Lychko Rumjanilo Telescope
- Europa (MP3) Temna Nichka (Vocal Fo… Plex Records
- Post Awakening Sound (MP3) Nebo Skyapnea

## Зовнішній лінк
- www.zavoloka.com [Архівовано 10 лютого 2006 у Wayback Machine.], офіційний сайт
- інтерв'ю з К.Заволокою [Архівовано 13 березня 2007 у Wayback Machine.](рос.)